# Ивасюк, Валерий Петрович
Валерий Петрович Ивасюк (укр. Валерій Петрович Івасюк; род. 14 сентября 1958 года, г. Киев) — украинский врач и государственный деятель, депутат Верховной рады Украины I созыва (1990—1994), доктор медицинских наук.

## Биография
Родился 14 сентября 1958 года в Киеве в семье служащих.
Окончил Киевское медицинское училище № 4, в 1986 году — II лечебный факультет Киевского государственного медицинского института, там же в 1990 году окончил аспирантуру на кафедре оперативной хирургии, имеет звание кандидата медицинских наук, тема диссертации — «Морфофункциональные изменения трансплантата и выводного тракта правого желудочка сердца при пластике аутоперикардиальной заплаты с сохраненной сосудисто-нервной ножкой» (1982).
С 1976 по 1986 год работал фельдшером, затем старшим лаборантом отделения искусственного кровообращения НИИ сердечно-сосудистой хирургии.
В 1990 году в ходе первых альтернативных парламентских выборов в Украинской ССР был выдвинут кандидатом в народные депутаты районным отделением Общества украинского языка имени Тараса Шевченко . 18 марта 1990 года во втором туре был избран народным депутатом Верховного совета Украинской ССР XII созыва (в дальнейшем — Верховной рады Украины I созыва) от Ленинградского избирательного округа № 9 г. Киева, набрал 55,06% голосов среди 5 кандидатов. В парламенте входил в «Народную раду», фракцию Народного руха Украины, был членом комитета по вопросам здоровья населения. Депутатские полномочия истекли 10 мая 1994 года.
Также с 1990 по 1994 год был депутатом Киевского городского совета, с 1990 по 1991 года был заместителем главы Киевской организации Народного руха Украины, с декабря 1992 года по апрель 1994 года был членом Центрального провода НРУ.
С сентября 1992 года являлся первым заместителем председателя, а с июля 1995 года — председатель Национального комитета по борьбе со СПИДом при Президенте Украины.
С декабря 1996 года по январь 1998 года был председателем Национального комитета по профилактике наркомании и СПИДа, с марта 1997 года — первым заместителем председателя Национального координационного совета по борьбе с наркоманией при Кабинете Министров Украины.
С 1991 по 1992 год был президентом Всеукраинского фонда «Против СПИДа», с февраля 1997 год — президентом благотворительного фонда против СПИДа и наркомании.
С марта 1998 года — научный эксперт Украинского центра прав человека Украинского законодательного фонда, с 2000 по 2005 год был медицинским экспертом Временной следственной комиссии Верховной рады Украины по делу об убийстве журналиста Георгия Гонгадзе, с 2001 года некоторое время находился в политическом убежище в Великобритании.
С февраля 2006 года по февраль 2008 года работал заместителем министра здравоохранения Украины.
22 декабря 2009 года президент Виктор Ющенко назначил Валерия Ивасюка советником президента Украины, 11 марта 2010 года указом нового президента Виктора Януковича снят с должности советника.